# Локвуд, Реймонд
Реймонд Локвуд (англ. Raymond Lockwood; 12 декабря 1928, Эдмонтон, Великобритания — 31 декабря 2009, Торонто, Канада) — фигурист из Великобритании, бронзовый призёр чемпионата мира 1955 года, бронзовый призёр чемпионатов Европы 1954—1955 годов в танцах на льду.
В 1952—1953 годах выступал в парном катании с Пери Хорн, в 1954—1955 годах выступал в танцах на льду с Барбарой Рэдфорд.

## Спортивные достижения

### Танцы
(с Барбарой Рэдфорд)
| Соревнования/Сезоны | 1954 | 1955 |
| ------------------- | ---- | ---- |
| Чемпионаты мира     | 4    | 3    |
| Чемпионаты Европы   | 3    | 3    |

### Пары
(с Пери Хорн)
| Соревнования/Сезоны | 1952 | 1953 |
| ------------------- | ---- | ---- |
| Зимние Олимпиады    | 11   |      |
| Чемпионаты мира     | 10   | 5    |
| Чемпионаты Европы   | 5    |      |